# Sestiga

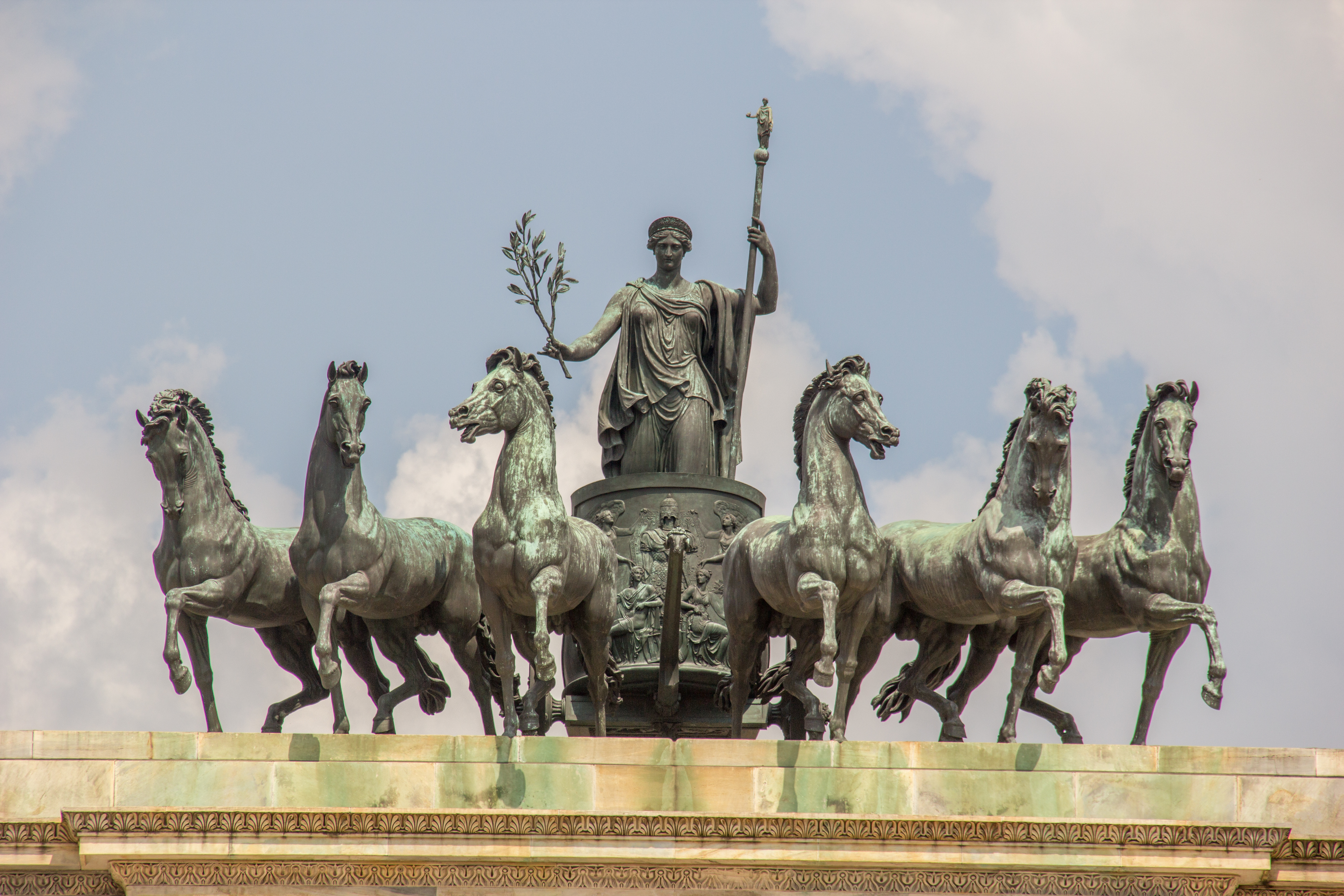
Grupul statuar turnat în bronz „Sestiga păcii” (Sestiga della Pace), operă a sculptorului italian Abbondio Sangiorgio (1798-1879), montat pe „Arcul păcii” (Arco della Pace) din Milano

Sestiga (sinonim: seiuga) este un car triumfal tras de șase cai, folosit în Antichitate, ca și cvadriga, în ceremonii.
În esență este un car de luptă, tras de regulă de unul sau doi cai (bigă), la care se înhamă șase cai.
În Roma antică, celebrarea unei victorii se făcea prin intrarea solemnă în oraș a comandantului biruitor, pe un car triumfal tras de patru (uneori șase) cai albi și însoțit de un cortegiu din care făceau parte senatori, căpeteniile armatei și prizonierii făcuți în război, reprezentând cea mai înaltă onoare acordată învingătorului.
Arcul de triumf din Volubilis, denumit și Arcul lui Caracalla, ridicat în fosta localitate Volubilis din Maroc, a fost dedicat împăratului roman Caracalla și mamei sale Julia Domna, între decembrie 216 și aprilie 217.  Inscripția de pe arc ne informează că, la inaugurare, era ornamentat cu o statuie de bronz, reprezentând împăratul conducând un car de luptă tras de șase cai, similar cu cel ce ornamenta arcul lui Septimiu Sever, din Roma.

## Galerie

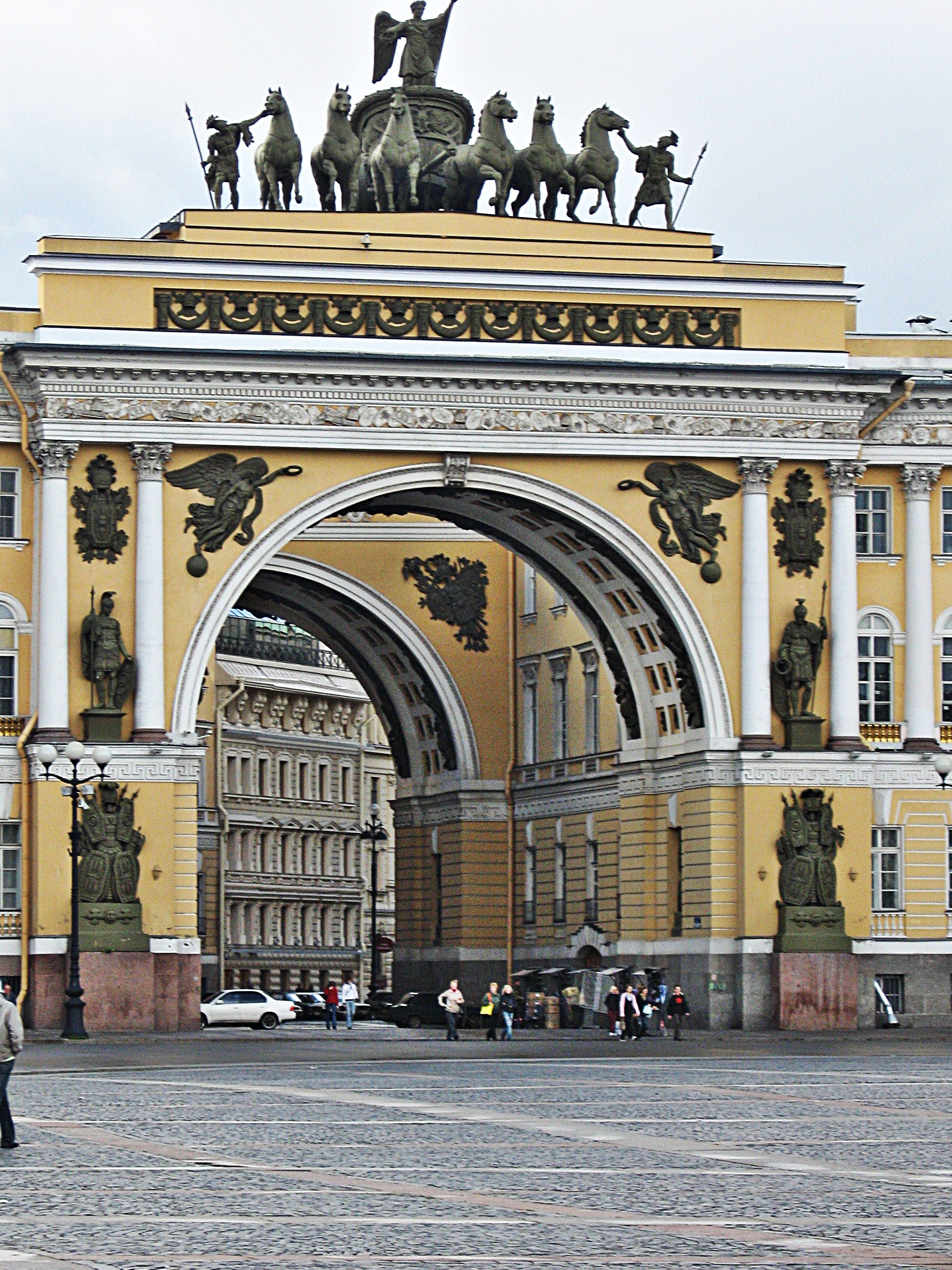
Seiuga reprezentată pe arcul din faţa palatului din Sankt Petersburg
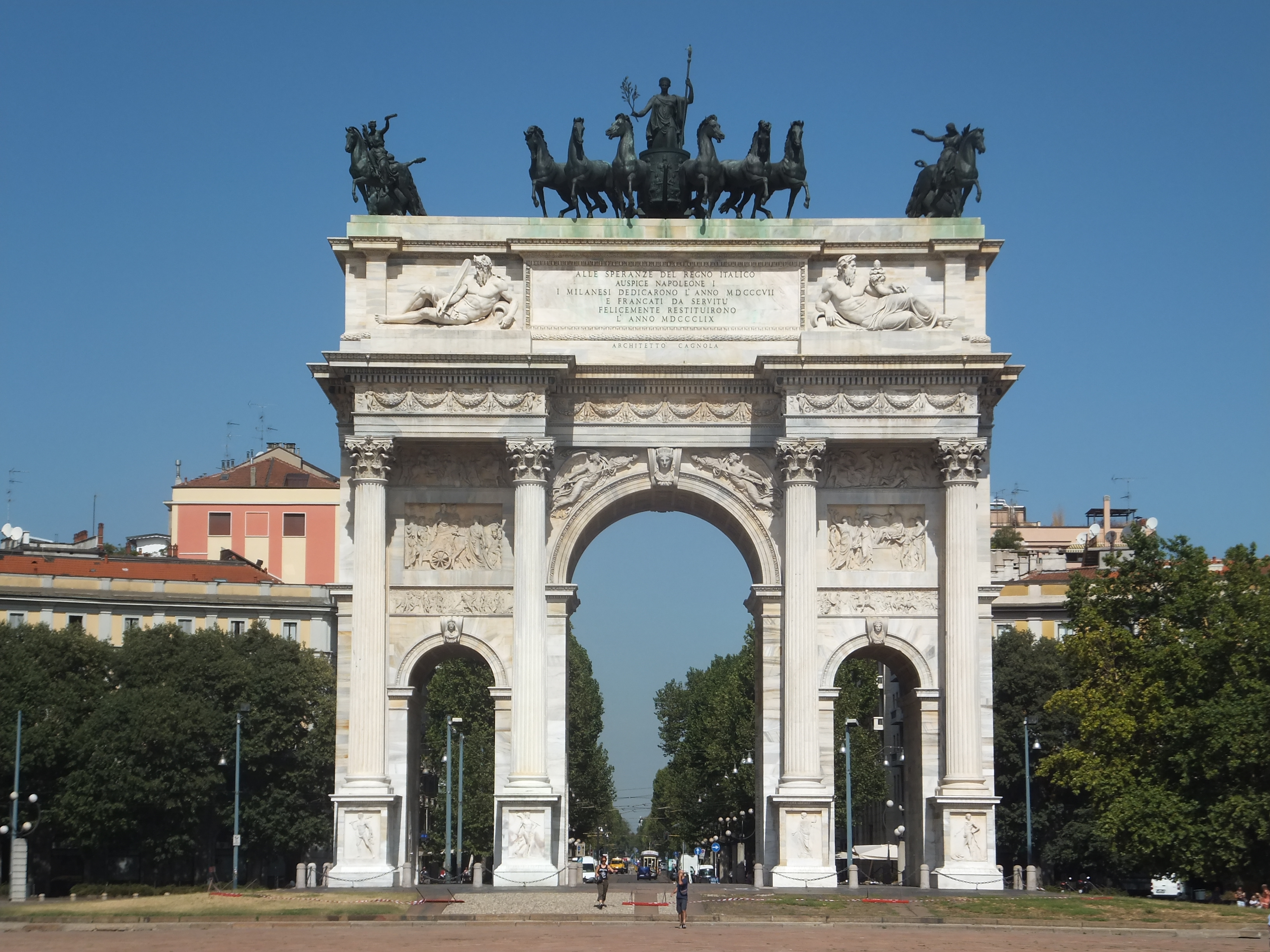
„Arcul păcii” (Arco della Pace) din Milano. În car se află o sculptură a zeiţei Minerva, cu înălţimea de peste 4 metri şi cântărind peste 10 tone.
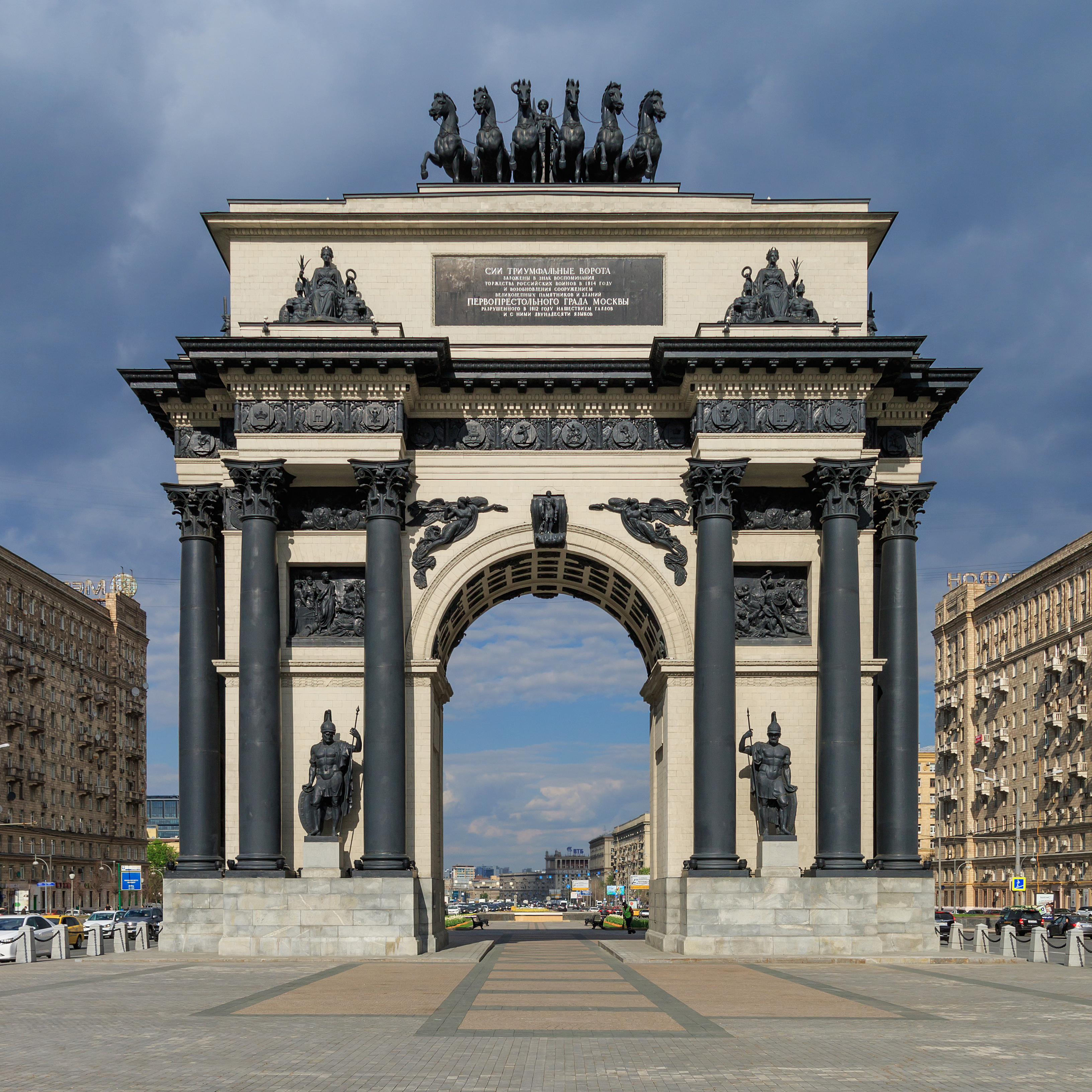
Arcul de triumf din Moscova cu seiuga proiectată de  Giovanni Vitali.